# Literatura na Świecie
Literatura na Świecie (LnŚ) – miesięcznik poświęcony literaturze obcej, wydawany od 1971 w Warszawie. Od 1972 zespół redakcyjny przyznaje Nagrodę „Literatury na Świecie”.
Do marca 2010 pismo wydawane było przez Bibliotekę Narodową, a od kwietnia 2010 jest wydawane przez Instytut Książki.
Redaktorami naczelnymi byli Wacław Kubacki i (od nr. 10/1972 do końca 1993) Wacław Sadkowski. Od 1994 do kwietnia 2022 redaktorem naczelnym czasopisma był Piotr Sommer, którego zastąpił Marcin Szuster. Stroną graficzną pisma przez wiele lat zajmował się Mirosław Malcharek, autorem obecnej koncepcji graficznej i logo jest Jacek Królak. W redakcji pracowali lub pracują m.in. Jarosław Anders, Maria Bielska Zientarska, Lech Budrecki, Jacek Stanisław Buras, Danuta Ćirlić-Straszyńska, Leszek Engelking, Anna Górecka, Andrzej S. Jagodziński, Jerzy Jarniewicz, Eugeniusz Kabatc, Anna Kołyszko, Andrzej Kopacki, Mikołaj Melanowicz, Aleksandra Olędzka-Frybesowa, Krystyna Rodowska, Andrzej Sosnowski, Barbara L. Surowska, Józef Waczków, Anna Wasilewska. Pismo uznawane jest za jedno z najważniejszych przedsięwzięć („instytucji”) dla polskiej literatury i kultury. Od maja 1994 roku „Literatura na Świecie” należy do grupy Pism Patronackich, wydawanych przez Bibliotekę Narodową i objętych mecenatem Ministerstwa Kultury i Dziedzictwa Narodowego.

## Zawartość
W miesięczniku ukazują się przekłady z dzieł literatury światowej (głównie drobniejsze formy, np. opowiadania, nowele, rozmaite gatunki poezji, czasem fragmenty powieści), a także analizy literackie oraz eseje poświęcone rozmaitej problematyce, zwykle związanej z głównym tematem każdego numeru.

## Temat numeru
Każdy numer czasopisma jest profilowany, tj. zawiera teksty związane z głównym tematem:
- postacią wybranego pisarza (np. nr 7-8/2004 poświęcony Joyce’owi)
- literaturą danego języka (np. nr 11-12/2004 poświęcony był literaturze hebrajskiej) bądź kraju
- literaturą danego regionu (np. nr 11-12/2003, zawierający teksty literackie z krajów Maghrebu)
- teksty dot. grup i nurtów twórczych, jak np. w przypadku nr 7/1986 poświęconego szkole nowojorskiej (tzw. niebieski numer lub numer amerykański, wpłynął na młode pokolenie polskich poetów[5])
- pewną wybraną problematyką literacką (np. kwestia holocaustu, nr 1-2/2004)

## Tłumaczenie
Na łamach miesięcznika ukazują się także teksty poświęcone teorii i praktyce przekładu, np. nr 5–6 z 1996 poświęcony był w całości kwestii przekładów Fausta.
Redakcja Literatury na Świecie, skupiająca środowisko polskich tłumaczy, organizuje corocznie konkurs na najlepszy przekład dla zawodowców i debiutantów.